# Saint-Laurent-sur-Manoire
Saint-Laurent-sur-Manoire (okzitanisch: Sent Laurenç de Manoire) ist eine Ortschaft und eine Commune déléguée in der französischen Gemeinde Boulazac Isle Manoire mit 1.078 Einwohnern (Stand: 1. Januar 2022) im Département Dordogne in der Region Nouvelle-Aquitaine. Die Einwohner werden Saint-Laurentais genannt.
Mit Wirkung vom 1. Januar 2016 wurden die ehemaligen Gemeinden Atur, Boulazac und Saint-Laurent-sur-Manoire fusioniert und bilden seitdem die Commune nouvelle Boulazac Isle Manoire. Die Gemeinde Saint-Laurent-sur-Manoire gehörte zum Arrondissement Périgueux und zum Kanton Isle-Manoire.

## Geographie
Saint-Laurent-sur-Manoire liegt rund sechs Kilometer ostsüdöstlich des Stadtzentrums von Périgueux in der Landschaft  Périgord. Der Fluss Manoire durchquert das Gebiet, ebenso die Autoroute A89 und die Route départementale 6089, die ehemalige Nationalstraße 221.

## Bevölkerungsentwicklung
| Jahr                       | 1962 | 1968 | 1975 | 1982 | 1990 | 1999 | 2006 | 2012 |
| Einwohner                  | 377  | 397  | 535  | 568  | 706  | 765  | 858  | 933  |
| Quellen: Cassini und INSEE |      |      |      |      |      |      |      |      |

## Sehenswürdigkeiten
- Kirche Saint-Laurent mit Chor aus dem 12. Jahrhundert und späteren Anbauten, Monument historique seit 1986
- Herrenhaus aus dem 18. Jahrhundert, heutiges Rathaus
- Kartause La Croix Rouge

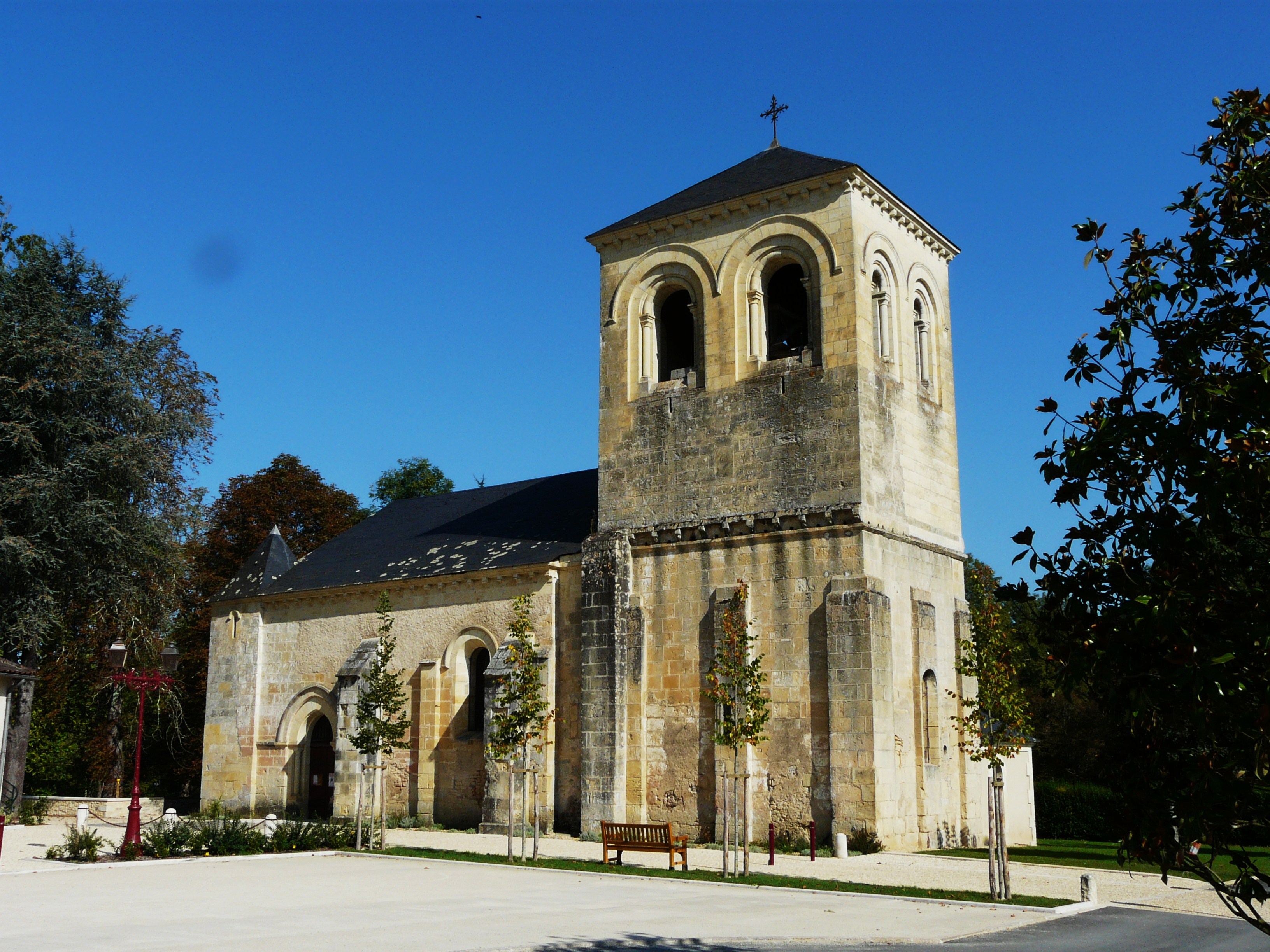
Kirche Saint-Laurent
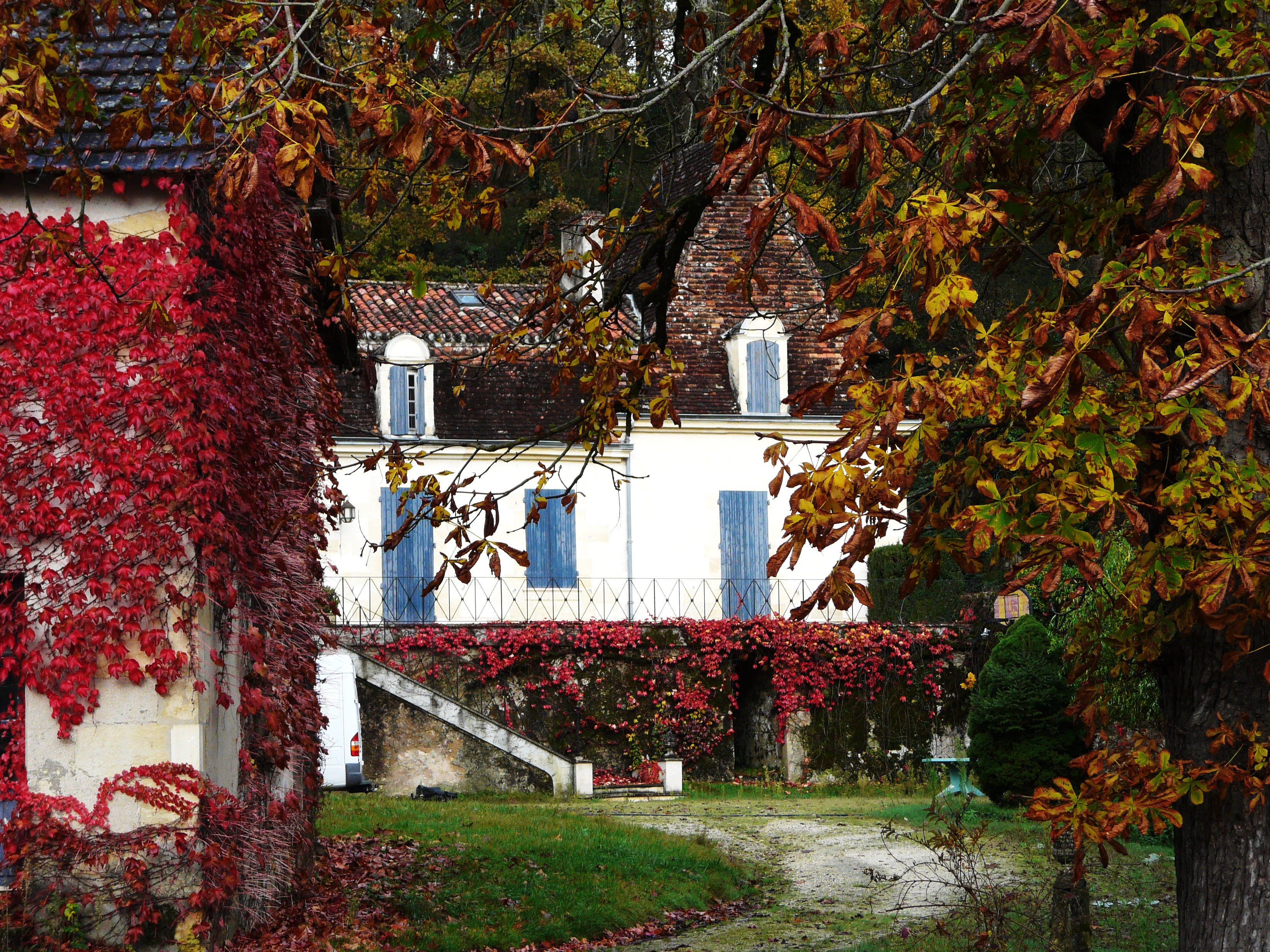
Kartause La Croix Rouge

## Persönlichkeiten
- Roland Dumas (1922–2024), Gemeinderat von Saint-Laurent-sur-Manoire (1989–1995), Außenminister (1980er Jahre)